# Framtidsjorden
Framtidsjorden är ett nätverk bestående av organisationer i Latinamerika, Asien och Sverige som arbetar för en socialt rättvis och ekologiskt hållbar utveckling.  Nätverket bildades i Sverige i juni 1988 av medlemmar inom Framtiden i Våra Händer och Jordens Vänner internationella programverksamhet (Framtidsjorden är en kombination av dessa båda organisationers namn).
Nätverket vill bidra till socialt och ekologiskt hållbar utveckling, samt en värld där alla har makten att kunna bestämma över sina egna liv. Verksamhet bedrivs inom områdena ekologisk landsbygdsutveckling, matsuveränitet, urban ekologi och miljöpedagogik. Målgruppen är småskaliga jordbrukare, kvinnor, barn och unga, urfolk och konsumenter. I Sverige består Föreningen Framtidsjorden av medlemsorganisationer, så kallade vängrupper, vars huvudsakliga uppgift är att stödjer organisationerna i Latinamerika och Asien samt sprida information om arbetet som bedrivs i syd till en svensk publik. Framtidsjorden har fått bidrag från Sida via ForumCiv sedan mitten på 90-talet. 